# 2434 Bateson
2434 Bateson è un asteroide della fascia principale. Scoperto nel 1981, presenta un'orbita caratterizzata da un semiasse maggiore pari a 3,0796350 UA e da un'eccentricità di 0,1704840, inclinata di 15,62926° rispetto all'eclittica.
Dal 1º agosto al 13 ottobre 1981, quando 2441 Hibbs ricevette la denominazione ufficiale, è stato l'asteroide denominato con il più alto numero ordinale. Prima della sua denominazione, il primato era di 2355 Nei Monggol.
L'asteroide è dedicato all'astronomo neozelandese Frank Maine Bateson.